# Benedict Fitzgerald
Benedict Fitzgerald (* 9. März 1949 in New York City; † 17. Januar 2024 in Marsala auf Sizilien) war ein US-amerikanischer Drehbuchautor.

## Leben
Benedict Fitzgerald war Sohn des Übersetzers Robert Fitzgerald (1910–1985). Er wurde Ende der 1970er Jahre als Drehbuchautor tätig, dabei adaptierte er oftmals Buchvorlagen, so wie bei Die Weisheit des Blutes (1979) oder Heart of Darkness (1993).
Fitzgerald war der Co-Autor des Drehbuches von Die Passion Christi mit Mel Gibson. Einige Jahre danach verklagte er Gibson aufgrund unlauterer Geschäftspraktiken. So soll er mit zu wenig Gehalt abgespeist worden sein. Gibson einigte sich mit Fitzgerald außergerichtlich auf eine nicht genannte zusätzliche Geldzahlung.
Benedict Fitzgerald starb am 17. Januar 2024 in Marsala auf Sizilien nach langer Krankheit im Alter von 74 Jahren.

## Filmografie
- 1979: Die Weisheit des Blutes (Wise Blood)
- 1993: Zelda
- 1993: Heart of Darkness
- 1996: Kaltblütig (In Cold Blood, Zweiteiler)
- 1998: Moby Dick (Zweiteiler)
- 2004: Die Passion Christi (The Passion of the Christ)